# بولوازن (البحري)
بولوازن هو دُوَّار يقع قرب جماعة عليين، عمالة المضيق الفنيدق، جهة طنجة تطوان الحسيمة في المملكة المغربية. ينتمي الدوّار لمشيخة البحري التي تضم 4 دواوير. يقدر عدد سكانه بـ 650 نسمة حسب الإحصاء الرسمي للسكان والسكنى لسنة 2004.

## تاريخ
بولوازن، قرية مندرجة اليوم بفرقة البحراويين من حوز تطوان، حسب التقسيم الاداري المعاصر. وأرضية القرية عبارة عن منخفض معلق بالجانب الشرقي من جبل الأبيض وفحص المهر شمال تطوان، مما يقابل رأس المضيق، المعروف بكدية الطيفور، حسب الاصطلاح المعاصر (الرأس الأسود)، ويستفيد التجمع السكاني من العيون المتدفقة المكونة لعدد من منابع واد اسمير.
شكلت قرية بولوازن خلال النصف الأول من القرن التاسع الهجري أهم نقط تجمع المجاهدين ضد سبتة، بما آوته من رؤساء الجهاد، فهي موطن رئيس المجاهدين عبو بن محمد وإخوانه وأبنائه. ولذلك حددت سبتة المحتلة موعداً لاقتحام دورها في جمادى الأولى 836 هـ / ديسمبر 1433. ومن رجالها أيضا أحمد بن سلام بن مرزوق، رئيس المجاهدين سنة 833 هـ / 1430م.

## روابط خارجية
- البوابة الوطنية للجماعات الترابية نسخة محفوظة 12 مارس 2018 على موقع واي باك مشين.
- المندوبية السامية للتخطيط